# Walter Resch (Politiker, 1937)
Walter Resch (* 27. Februar 1937 in Steinach) ist ein ehemaliger deutscher Politiker (SED) und Gewerkschafter (FDGB). Er war Vorsitzender des FDGB-Bezirksvorstandes Schwerin und Vorsitzender des Bezirkswirtschaftsrates Schwerin.

## Leben
Der Sohn einer Arbeiterfamilie erlernte nach dem Besuch der Grundschule den Beruf des Werkzeugbauers und arbeitete dann als Mechaniker in einem Industriebetrieb in Sonneberg. Von 1954 bis 1957 besuchte er die Arbeiter-und-Bauern-Fakultät (ABF) in Jena und erwarb das Abitur. Von 1957 bis 1961 studierte er Wirtschaftswissenschaften an der Karl-Marx-Universität Leipzig mit dem Abschluss als Diplom-Wirtschaftler. Anschließend absolvierte er bis 1962 ein Zusatzstudium in Leningrad und Moskau und war 1962/63 kurzzeitig wissenschaftlicher Assistent am Afrika-Institut in Leipzig.
Resch wurde 1962 Mitglied der SED und ab 1963 politisch tätig. Er ging nach Schwerin und war 1963/64 zunächst Hauptreferent im Rat des Bezirkes Schwerin. Von 1964 bis 1969 war er Sektorenleiter, Abteilungsleiter und stellvertretender Vorsitzender, 1973/74 amtierender Vorsitzender des  Bezirkswirtschaftsrates (BWR). Von Februar 1974 bis März 1977 fungierte er als Stellvertreter des Vorsitzenden des Rates des Bezirkes Schwerin für bezirksgeleitete Industrie, Lebensmittelindustrie und Örtliche Versorgungswirtschaft sowie als Vorsitzender des BWR (Nachfolger von Herbert Oleszak). Vom 26. März 1977 bis 1989 war er Vorsitzender des FDGB-Bezirksvorstandes Schwerin und vom 19. Mai 1977 (9. FDGB-Kongress) bis 1989 Mitglied des FDGB-Bundesvorstandes. Er war ab 17. Februar 1974 (XI. Delegiertenkonferenz) Mitglied der SED-Bezirksleitung Schwerin und von Februar 1974 bis April 1976 (XII. Delegiertenkonferenz) und erneut ab 1977 Mitglied seines Sekretariats. Resch war auch Abgeordneter des Bezirkstages Schwerin.

## Auszeichnungen
- Fritz-Heckert-Medaille in Silber
- Verdienstmedaille der DDR